# نوخان

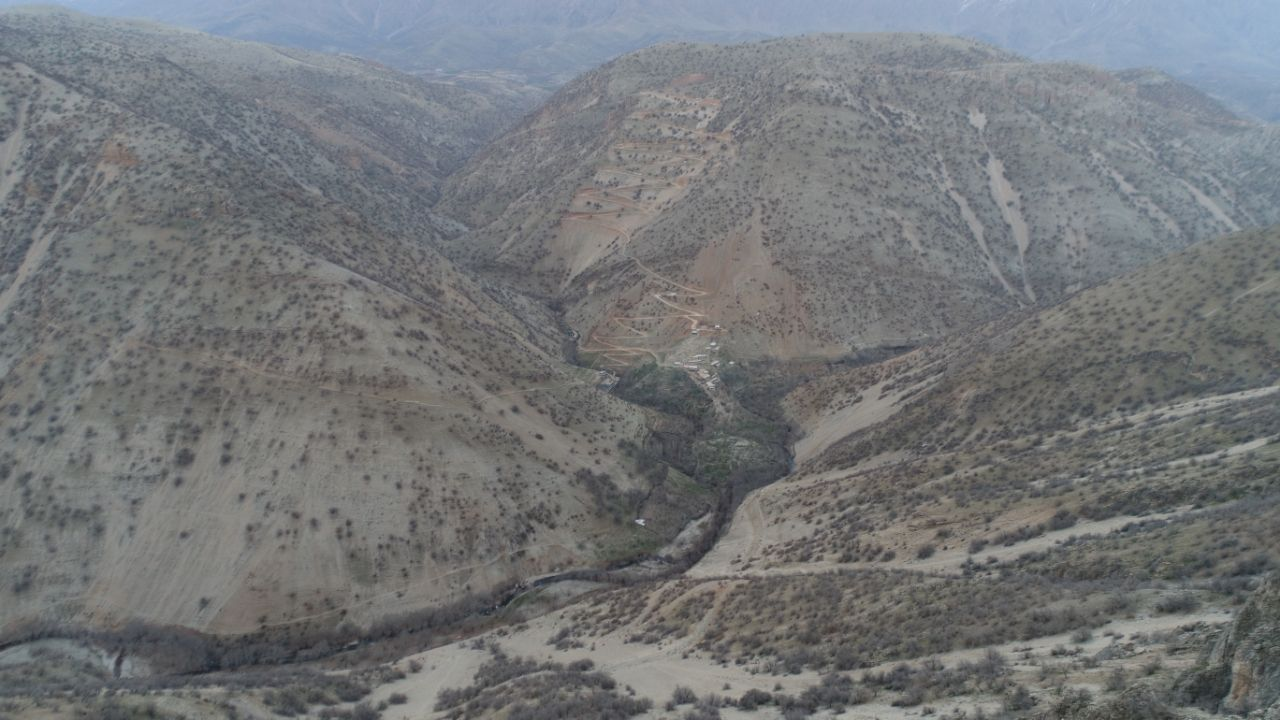

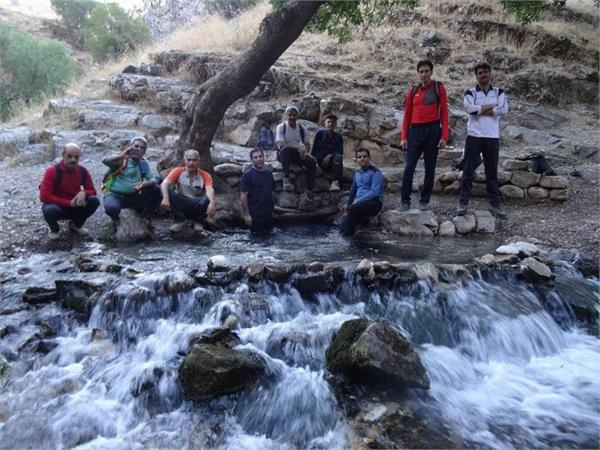

نوخان ، یک روستا در است منطقه روستایی قوری قلعه, منطقه شاهو, شهرستان روانسر, استان کرمانشاه, ایران. طبق سرشماری سال 2006 ، جمعیت آن 26 نفر ، در 6 خانواده بود
 

تصاویر 

## جمعیت
این روستا در دهستان قوری‌قلعه قرار دارد و براساس سرشماری مرکز آمار ایران در سال ۱۳۸۵، جمعیت آن ۲۶ نفر (۶خانوار) بوده‌است.